# Liste der Baudenkmäler in Velden (Pegnitz)
Auf dieser Seite sind die Baudenkmäler in der mittelfränkischen Stadt Velden zusammengestellt. Diese Tabelle ist eine Teilliste der Liste der Baudenkmäler in Bayern. Grundlage ist die Bayerische Denkmalliste, die auf Basis des Bayerischen Denkmalschutzgesetzes vom 1. Oktober 1973 erstmals erstellt wurde und seither durch das Bayerische Landesamt für Denkmalpflege geführt wird. Die folgenden Angaben ersetzen nicht die rechtsverbindliche Auskunft der Denkmalschutzbehörde.
 Diese Liste gibt den Fortschreibungsstand vom 16. April 2020 wieder und enthält 34 Baudenkmäler.

## Ensembles

### Scheunenviertel

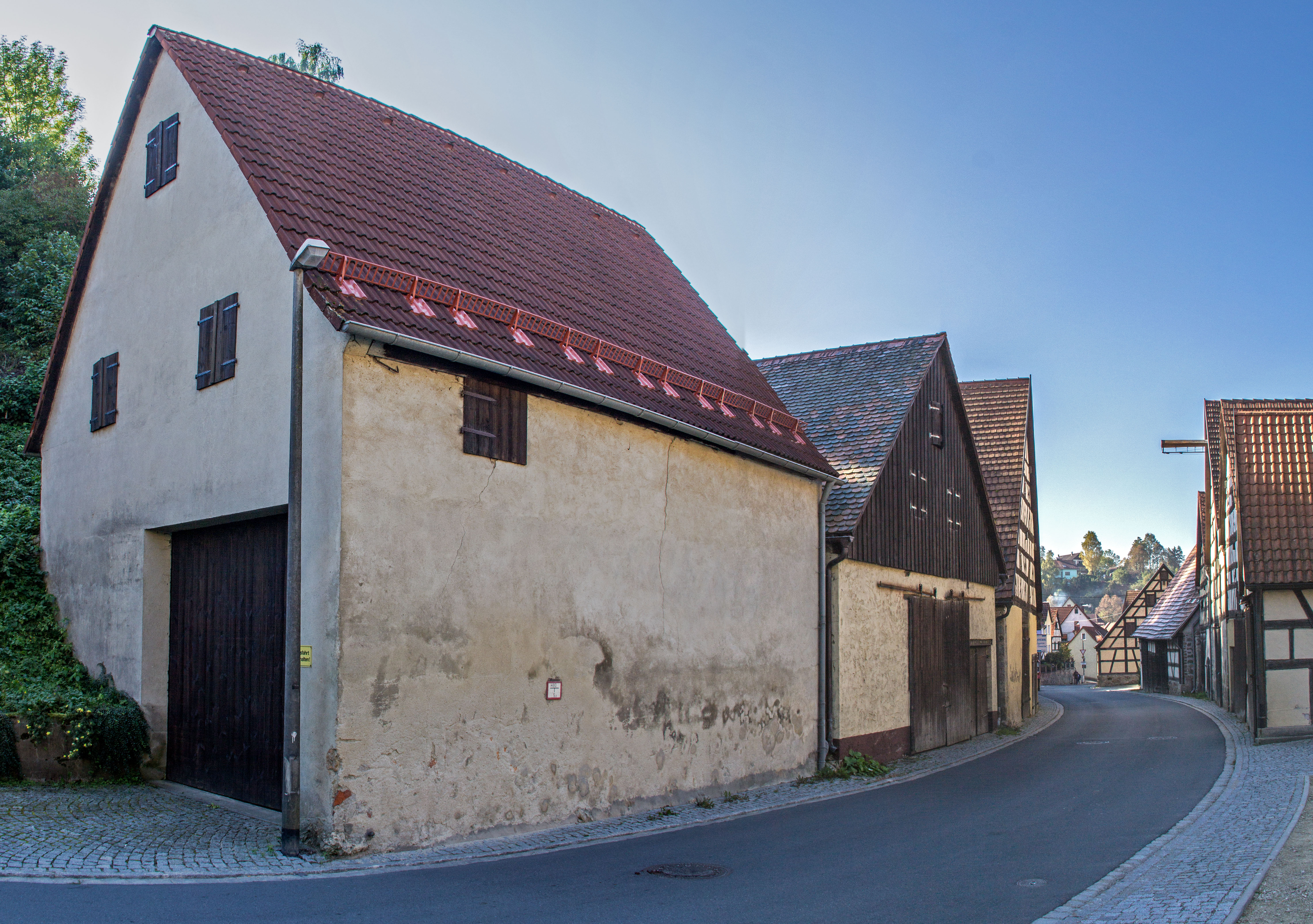
Scheunenviertel

Außerhalb des Straßenmarktes Velden, der bereits 1376 Stadtrechte erhielt und bis heute einen vorwiegend dörflichen Charakter bewahrte, liegt das Scheunenviertel an der Friedhofstraße. Die an der Straße beidseitig dicht aneinandergereihten traufseitigen und giebelständigen Fachwerkscheunen wurden seit dem frühen 18. Jh. errichtet und bilden einen Straßenraum von hoher Geschlossenheit.
Aktennummer: E-5-74-160-1.

## Baudenkmäler nach Gemeindeteilen

### Velden
| Lage | Objekt                                              | Beschreibung | Akten-Nr.     | Bild                 |
| --- | --------------------------------------------------- | --- | ------------- | -------------------- |
| Am Tannenturm 4 (Standort)                                                                               | Ehemaliges Wohnstallhaus                            | Eingeschossiger Fachwerk-Satteldachbau auf massivem Sockelgeschoss, erstes Drittel 19. Jahrhundert | D-5-74-160-2  | weitere Bilder       |
| Bahnstrecke Nürnberg–Schirnding, bei Streckenkilometer 47,349; Pegnitz; St 2162 (Standort)               | Eisenbahnbrücke, Bestandteil der Fichtelgebirgsbahn | Eisenträgerbrücke über die Pegnitz mit genietetem, hängendem Fischbauchträgerfachwerk, Widerlager aus Granitmauerwerk, 1877, 1899, Umbau 1928 | D-5-74-160-51 | weitere Bilder       |
| Bahnhofstraße, vor der Kirche (Standort)                                                                 | Grenzstein                                          | Steinpfeiler mit reliefiertem Nürnberger Wappen, Kopie von 1876 | D-5-74-160-24 | BW                   |
| Bahnhofstraße 1; Bahnhofstraße 3 (Standort)                                                              | Ehemaliges Kaplanei- und Stadtschreiberhaus         | Dreigeschossiger Massivbau mit Halbwalmdach, 16. bis 18. Jahrhundert | D-5-74-160-6  | weitere Bilder       |
| Bahnhofstraße 4; Bahnhofstraße 6 (Standort)                                                              | Evangelisch-lutherisches Pfarrhaus                  | Zweigeschossiger Mansarddachbau, 1725 Teile der Stadtmauer mit Wehrgang: erste Hälfte 15. Jahrhundert | D-5-74-160-7  | weitere Bilder       |
| Bahnhofstraße 5; Nähe Bahnhofstraße; Schlosshof 2; Schlosshof 4 (Standort)                               | Evangelisch-lutherische Pfarrkirche                 | Einschiffiger rechteckiger Langhausbau mit eingezogenem Chor und Westturm mit Spitzhelm, im Kern 13. Jahrhundert, verändert 1350/60 und 1729; mit Ausstattung Teile der Stadtmauer: erste Hälfte 15. Jahrhundert | D-5-74-160-8  | weitere Bilder       |
| Bahnhofstraße 7 (Standort)                                                                               | Ehemaliges Schulhaus                                | Zweigeschossiger, freisichtiger Ziegelsteinbau mit Hausteingliederung auf abgeschrägtem Sockelgeschoss, 1886 | D-5-74-160-35 | weitere Bilder       |
| Bergstraße 2 (Standort)                                                                                  | Scheune, ehemals zum Schloss gehörig                | Satteldachbau mit Fachwerkgiebel, spätmittelalterlich, ausgebaut im 17. Jahrhundert, Anbau Ende 18./Anfang 19. Jahrhundert | D-5-74-160-17 | weitere Bilder       |
| Bergstraße 11; Bergstraße 9 (Standort)                                                                   | Ehemalige Scheune, jetzt Wohnhaus                   | Zweigeschossiger Traufseitbau mit Steilsatteldach, südlich eingeschossiger Walmdachanbau, westlich zweigeschossiger Anbau mit flachem Walmdach und zurückspringendem Obergeschoss, im Kern vor 1800, Umbau zum Wohnhaus Mitte 19. Jahrhundert, erweitert 1908 und in den 1930er Jahren Nebengebäude: ehemalige Waschküche mit Schuppen, zweigeschossiger, traufseitiger Satteldachbau aus unverputztem Bruchsteinmauerwerk, östlich Fachwerkgiebel, 1946 | D-5-74-160-52 | weitere Bilder       |
| Bergstraße 11, am alten Weg nach Hartenstein (Standort)                                                  | Steinkreuz                                          | Mit Wetzrillen, wohl 16. Jahrhundert | D-5-74-160-25 | weitere Bilder       |
| Friedhofstraße; Nähe Friedhofstraße (Standort)                                                           | Kirchlicher Friedhof                                | Rechteckige, von einer Steinmauer eingefasste Anlage, angelegt um 1530 mit Grabsteinen des 18. bis erste Hälfte 20. Jahrhunderts | D-5-74-160-53 | Kirchlicher Friedhof |
| Leitenweg 1 (Standort)                                                                                   | Ehemaliges Wohnstallhaus                            | Zweigeschossiger Satteldachbau mit Fachwerkobergeschoss und -giebel, 18./19. Jahrhundert | D-5-74-160-12 | weitere Bilder       |
| Leitenweg 3 (Standort)                                                                                   | Kleinhaus                                           | Zweigeschossiger Satteldachbau über massivem Sockel, mit Fachwerkobergeschoss und -giebel, 19. Jahrhundert | D-5-74-160-13 | weitere Bilder       |
| Mühlgasse 1; Mühlgasse 3 (Standort)                                                                      | Stadtmühle                                          | Langgestreckter Satteldachbau, Obergeschoss und Giebel Fachwerk, 18./19. Jahrhundert Mühlkanal: 18./19. Jahrhundert | D-5-74-160-14 | weitere Bilder       |
| Mühlgasse 8; Wachtberg (Standort)                                                                        | Kriegerdenkmal in Naturfelsenhöhle                  | Stele, säulengerahmter Eingang mit Einfriedung, Treppenanlage, um 1920 | D-5-74-160-39 | weitere Bilder       |
| Mühltor 1 (Standort)                                                                                     | Stadttor, sogenannter Mühltorturm                   | Viergeschossiger Halbwalmdachbau mit rundbogiger Durchfahrt und Glockenaufsatz, erste Hälfte 15. Jahrhundert, bezeichnet „1516“, Obergeschosse nach Kriegszerstörung um 1960 wiedererrichtet | D-5-74-160-16 | weitere Bilder       |
| Mühltorstraße 8 a, rückwärts der Anwesen auf der Nordseite der Mühltorstraße (gerade Nummern) (Standort) | Reste der Stadtmauer                                | Erste Hälfte 15. Jahrhundert | D-5-74-160-15 | BW                   |
| Nähe Am Tannenturm (Standort)                                                                            | Scheune                                             | Fachwerkbau auf Bruchsteinsockelgeschoss, 18. bis 19. Jahrhundert | D-5-74-160-11 | BW                   |
| Nähe Am Tannenturm (Standort)                                                                            | Scheune                                             | Fachwerkbau auf Bruchsteinsockelgeschoss, 19. Jahrhundert | D-5-74-160-38 | weitere Bilder       |
| Nähe Am Wachtberg, gegenüber Nummer 5 (Standort)                                                         | Scheune                                             | Eingeschossiger Bruchsteinbau mit Satteldach und Fachwerkgiebel, 18. Jahrhundert | D-5-74-160-3  | weitere Bilder       |
| Nähe Am Wachtberg, westlich oberhalb Nummer 5 (Standort)                                                 | Scheune                                             | Fachwerkbau, bezeichnet „1714“ | D-5-74-160-5  | weitere Bilder       |
| Nähe Bergstraße (Standort)                                                                               | Scheune, neben Haus Nummer 2a                       | Zweigeschossiger Fachwerkbau mit Satteldach, bezeichnet „1831“ | D-5-74-160-9  | BW                   |
| Nähe Nürnberger Straße (Standort)                                                                        | Scheune                                             | Fachwerkbau mit Satteldach, 19. Jahrhundert | D-5-74-160-19 | BW                   |
| Nähe Plecher Straße, bei Nummer 5 (Standort)                                                             | Scheune                                             | Zweigeschossiger Satteldachbau mit Bruchsteinerd- und Fachwerkobergeschoss, 18./19. Jahrhundert | D-5-74-160-4  | weitere Bilder       |
| Nürnberger Straße 10 (Standort)                                                                          | Ehemalige Sägemühle                                 | Obergeschoss und Giebel Fachwerk verputzt, erste Hälfte 19. Jahrhundert Nebengebäude: Obergeschoss Fachwerk, erste Hälfte 19. Jahrhundert | D-5-74-160-18 | weitere Bilder       |
| Schlosshof 4; Schlosshof 3; Schlosshof 2 (Standort)                                                      | Ehemaliges Pflegschloss                             | Dreigeschossiger Massivbau mit Halbwalmdach, 1540/43 Hof von Wirtschaftsgebäuden flankiert: - Nebengebäude: Obergeschoss Fachwerk, 18. Jahrhundert - Nebengebäude: zweigeschossiger Massivbau, bezeichnet „1712“ (Umbau) Teile der Stadtmauer: erste Hälfte 15. Jahrhundert | D-5-74-160-20 | weitere Bilder       |
| Schwalbenberg 13 (Standort)                                                                              | Ehemaliges Wohnstallhaus                            | Obergeschoss und Giebelfachwerk verputzt, erste Hälfte 19. Jahrhundert | D-5-74-160-23 | BW                   |
| Schwalbenberg 19, an der Nordseite der Straße Schwalbenberg (Standort)                                   | Teile der Stadtmauer                                | Erste Hälfte 15. Jahrhundert | D-5-74-160-21 | BW                   |

### Güntersthal
| Lage                                                                                                 | Objekt                                | Beschreibung                                                                              | Akten-Nr.     | Bild           |
| --- | ------------------------------------- | ----------------------------------------------------------------------------------------- | ------------- | -------------- |
| Heinz-Neidhardt-Ring 25, zwischen Güntersthal und Bahnhof Velden; Streckenkilometer 47,24 (Standort) | Gotthardtunnel der Fichtelgebirgsbahn | Tunnelportale in Rustikaquadermauerwerk, 318 Meter Länge, nach Planung von 1872/74 erbaut | D-5-74-160-36 | weitere Bilder |

### Henneberg
| Lage                   | Objekt  | Beschreibung                                                                     | Akten-Nr.     | Bild    |
| ---------------------- | ------- | -------------------------------------------------------------------------------- | ------------- | ------- |
| Henneberg 1 (Standort) | Scheune | Eingeschossiger Fachwerkbau mit Satteldach, auf massivem Sockel, 19. Jahrhundert | D-5-74-160-27 | Scheune |

### Pfaffenhofen
| Lage                      | Objekt    | Beschreibung | Akten-Nr.     | Bild |
| ------------------------- | --------- | --- | ------------- | ---- |
| Pfaffenhofen 7 (Standort) | Bauernhof | Wohnstallhaus: bezeichnet „1810“, Fachwerkgeschoss im 19. Jahrhundert aufgesetzt Stallgebäude: stattlicher Fachwerkbau auf massivem Sockelgeschoss, 19. Jahrhundert, erweitert, 19. Jahrhundert | D-5-74-160-30 | BW   |
| Pfaffenhofen 9 (Standort) | Bauernhof | Ehemaliges Wohnstallhaus: zweigeschossiger Steilsatteldachbau mit Fachwerkobergeschoss und -giebel, Anfang 19. Jahrhundert Scheune: Fachwerkbau mit Satteldach, 18./19. Jahrhundert             | D-5-74-160-31 | BW   |

### Raitenberg
| Lage                    | Objekt                   | Beschreibung                                                  | Akten-Nr.     | Bild |
| ----------------------- | ------------------------ | ------------------------------------------------------------- | ------------- | ---- |
| Raitenberg 6 (Standort) | Ehemaliges Wohnstallhaus | Eingeschossiger Massivbau mit Fachwerkgiebel, 18. Jahrhundert | D-5-74-160-32 | BW   |